# Gheorghe Apostol
Gheorghe Apostol, né le 16 mai 1913 à Tudor Vladimirescu (Royaume de Roumanie) et mort le 21 août 2010 à Bucarest (Roumanie), est un homme politique roumain, ayant exercé la charge de vice-Président du Conseil des ministres et s’étant distingué comme un ancien dirigeant du Parti communiste roumain. Il est célèbre pour sa rivalité notoire avec Nicolae Ceaușescu.

## Biographie
Apostol est né près de Tudor Vladimirescu, dans le comté de Galați.
Issu des écoles des Chemins de fer roumains, il est affecté à une fonderie galaçoise relevant de cette même administration. 1932 marque un tournant dans son existence lorsqu’il fait la connaissance de Gheorghe Gheorghiu-Dej et s’investit dans la clandestinité communiste. Son adhésion au Parti, en 1934, fait de lui le lien privilégié entre celui-ci, les syndicats ferroviaires et les cercles de gauche galaçoises.
À maintes reprises appréhendé, Apostol écope, en 1937, d’une réclusion de trois ans, qu’il effectue au sein des prisons de Galați et de Doftana. Ses agissements postérieurs à sa libération lui valent d’être confiné dans les camps destinés aux prisonniers politiques, à Târgu Jiu, Caracal et Miercurea Ciuc. Au mois d’août 1944, tandis que l’Armée rouge s’approche des frontières roumaines, Apostol, avec plusieurs éminents communistes détenus à Târgu Jiu, parvient à s’évader et à se soustraire aux poursuites. Cette version des faits, conforme à la biographie officielle d’Apostol des années cinquante, a toutefois été contestée. En effet, des clichés photographiques, publiés notamment dans la revue Dosarele Istoriei, le représentant au sein d’une foule de libérés, ont semé le doute quant à la véracité de cette évasion.

### Avec Gheorghiu-Dej
Il est l’un des collaborateurs les plus éminents de Gheorghiu-Dej. En qualité de membre éminent de la faction dite des prisons, opposée au grand contingent de cadres du Parti qui s’étaient exilés en Union soviétique avant 1944, Gheorghe Apostol, aux côtés de Gheorghiu-Dej, navigue avec précaution sur la ligne ténue séparant le rigorisme stalinien d’un certain réformisme. Ainsi, la Roumanie communiste demeure fermement alignée sur les préceptes soviétiques jusqu’en 1953. Gheorghiu-Dej, avec l’assentiment de Joseph Staline, procède à l’élimination de sa rivale Ana Pauker, accusée de déviation droitière et de cosmopolitisme, ainsi qu’à l’élimination de Lucrețiu Pătrășcanu, communiste roumain jugé insuffisamment loyal envers le Parti. Après le décès de Staline en 1953, le régime roumain, gouverné par le même aréopage, se montre réfractaire aux injonctions de Nikita Khrouchtchev et aux principes de la déstalinisation, tout en instaurant ses propres réformes. Il s’efforce, en outre, de distendre les liens économiques qui l’enchaînent à l’Union soviétique.
Apostol demeure le truchement privilégié entre le Parti, alors dénommé Partidul Muncitoresc Român (PMR, « Parti Travailleur Roumain »), et les syndicats, jouant un rôle important dans leurs relations. Parallèlement, il s'élève graduellement dans l'échelle hiérarchique de ladite organisation. Il intègre le Comité central en 1945, puis est admis au Politburo en 1948, s'insinuant ainsi dans les cercles les plus influents du pouvoir. De 1953 à 1954, il occupe le poste de ministre de l’Agriculture, administrant ce secteur avec une autorité reconnue. Il est également membre de la Grande Assemblée nationale, institution législative suprême où il exerce la présidence à diverses reprises : d’avril à juin 1948, de septembre 1950 à avril 1951, puis de mars à juin 1952. Ces fonctions lui valent de nombreuses distinctions nationales, témoins de son influence croissante. En 1954, Gheorghiu-Dej, tout en demeurant Premier ministre, lui cède la fonction de premier secrétaire du parti, symbole de la plus haute autorité. Cependant, il apparait que Gheorghiu-Dej conserve en réalité les rênes du pouvoir, sa prééminence ne souffrant nullement d’ombre. Cette disposition se confirme en 1955, lorsque ce dernier reprend officiellement la direction du parti, mettant ainsi fin à l’intermède du secrétariat d’Apostol.
Selon les dires mêmes d'Apostol, il semblerait qu'un Gheorghiu-Dej alors en proie à la maladie aurait pris la résolution de le désigner comme son successeur en 1964. En guise de corroboration de cette prétention, Apostol est dépêché pour représenter le gouvernement roumain aux funérailles de Jawaharlal Nehru, cérémonie d’importance internationale. Toutefois, Ion Gheorghe Maurer, habile dans l'art des conciliabules politiques, s'emploie à rallier les dignitaires du Parti autour de l’option jugée neutre et modératrice que représente Ceaușescu. Ce dernier, par son absence de factionnalismes marqués, est jugé plus apte à apaiser les éventuelles dissensions internes. Maurer veille en outre à ce qu’Apostol ne puisse incarner une menace significative après le décès de Gheorghiu-Dej, écartant ainsi toute velléité de rivalité au sein de l’appareil dirigeant.

### Hostilité envers Ceaușescu
En conséquence, Apostol manifeste une aversion prononcée à l’endroit des préceptes politiques de Ceaușescu, qu’il tient pour contraires à l’héritage doctrinal de Gheorghiu-Dej. En 2003, il caractérise ce dernier comme ayant incarné une forme de « socialisme démocratique ». Apostol se refuse à témoigner de la moindre allégeance envers le nouveau dirigeant. Sous la protection d’Emil Bodnăraș, il lui est conseillé de s’abriter dans une carrière diplomatique, laquelle le conduit successivement à assumer les fonctions d’ambassadeur en Argentine, en Uruguay, puis au Brésil.
En 1988, au faîte du pouvoir de Nicolae Ceaușescu, l'exilé Apostol regagne la Roumanie et entre en contact avec d'autres figures éminentes du communisme de sa génération, telles que les personnalités d'Alexandru Bârlădeanu, Silviu Brucan, Corneliu Mănescu, Constantin Pîrvulescu et Grigore Răceanu. Ensemble, ils rédigent un pamphlet de protestation, intitulé Scrisoarea celor șase (ou "Lettre des Six"), qu'ils adressent au gouvernement en place. Ce texte, dénonçant vigoureusement les dérives du régime, est rendu public le 11 mars 1989 par l'entremise des radios de l'exil, à savoir Radio Free Europe et Voice of America. Dans cette missive, selon les dires d'Apostol, plusieurs des signataires expriment une appréhension notable à devoir recourir à des « moyens de propagande impérialistes », terme qu'ils jugent peu conforme aux principes qu'ils avaient jadis défendus.
Par suite de ces révélations, Apostol est assigné à résidence et soumis à des interrogatoires répétés, dans l'espoir qu'il avouerait sa supposée qualité d'agent secret au service de l'Union soviétique. La Révolution roumaine, à laquelle la Lettre a indirectement contribué, le libère finalement de cette contrainte en décembre.
Apostol manifeste une amertume prononcée envers certains traits distinctifs de la Roumanie post-révolutionnaire de 1989. Il meurt le 21 août 2010, à l'aube de sa centième année.

## Vie privée
Apostol contracte un premier mariage en 1935, lequel prend fin en 1947. Dès 1944, il se remarie avec Melita Schaerf, écrivaine roumaine, décédée en 1991. Ce second mariage est dissous en 1956. En 1965, il épouse en troisièmes noces Adriana Codreanu, née une année avant le déclenchement de la Seconde Guerre mondiale. De ces multiples unions, il a trois enfants.